# Aetiocetidae
Los aetiocétidos (Aetiocetidae) son una familia extinta de cetáceos misticetos. Fue una familia diversa de misticetos, con amplia distribución en el océano Pacífico con fósiles hallados en las costas de América del Norte y del Norte de Asia. Eran misticetos pequeños y primitivos que sobrevivieron hasta finales del Oligoceno luego de la diversificación de los diferentes clados de misticetos. No se sabe si los aetiocétidos fueron los ancestros de los misticetos modernos, pero poseen características intermedias entre estas y los arqueocetos.

## Clasificación
- Familia Aetiocetidae
  - Género Aetiocetus
    - Aetiocetus cotylalveus
    - Aetiocetus polydentatus
    - Aetiocetus tomitai
    - Aetiocetus weltoni

  - Género Ashorocetus
    - Ashorocetus eguchii

  - Género Chonecetus
    - Chonecetus goedertorum
    - Chonecetus sookensis

  - Género Morawanocetus
    - Morawanocetus yabukii

  - Género Willungacetus
    - Willungacetus aldingensis